# Evenos
|  | Per a altres significats, vegeu «Evè (desambiguació)». |

L'Evenos (grec: Εύηνος, [évinos]) és un riu de Grècia que recorre la regió d'Etòlia. Naix al Mont Eta i desemboca al Golf de Patres a l'alçada de Mesolongi, no lluny del cap d'Antírrio.
Segons la mitologia grega, Evè era un déu-riu de qui Hesíode explica que era fill d'Ocèan i Tetis i, per tant, germà de les Oceànides. Segons una altra versió, però, era un heroi fill d'Ares que es va llançar al riu i d'aquesta manera li va donar nom.
L'Evenos va ser l'escenari mitològic de la mort del centaure Nessos, mort per Hèracles perquè va atacar a Deianira mentre passaven per aquest riu. Hèracles, viatjant en companyia de Deianira, s'atura davant el riu. Nessos ajudava a travessar el riu als viatgers portant-los al coll a canvi d'uns diners, s'oferí a ajudar a Deianira a creuar-lo; però quan va arribar al mig del riu, va intentar violar-la. Hèracles el va matar amb una fletxa que havia sucat al verí de la Hidra de Lerna. Nessos, moribund, aconsellà a Deianira d'arreplegar la seva sang i oferir-la a Hèracles com a poció d'amor, per assegurar la seva lleialtat per sempre. Deianira va obeir i va sucar la seva túnica a la sang del centaure. Però en realitat era una venjança del centaure, atès que la túnica va absorbir el verí de la hidra, i quan Hèracles se la va posar, va morir entre greus patiments.